# Sant Narcís de Viver
Sant Narcís de Viver és una església del municipi de Viver i Serrateix (Berguedà) inclosa en l'Inventari del Patrimoni Arquitectònic de Catalunya.

## Descripció
És una capella rural de petites dimensions, d'una sola nau i coberta amb teulada a doble vessant amb el carener perpendicular a la façana. La porta és estructurada per una llinda monolítica i brancals de grans carreus, amb les cantonades motllurades. La llinda mostra gravats sobre la pedra un crismó i la data 1711. Al damunt mateix i sota el ràfec de la teulada s'obre una finestra de mig punt.
Davant la porta s'estén una mena de lliça, delimitada per un banc de pedra de poca alçada, amb lloses de pedra.

## Història
La capella de Sant Narcís fou construïda l'any 1711 pel rector Puig en una època de gran proliferació de petites capelles de masia en tot el municipi de Viver i Serrateix.